# Michel Defgnée
 (juin 2013).
Michel Defgnée est un poète belge né le 17 mars 1939 à Bruxelles (Etterbeek) et mort  le 23 décembre 2005.

## Biographie
Michel Defgnée est né le 17 mars 1939 à Etterbeek (Bruxelles).et décédé le 23 décembre 2005 à Liège 
Veuf de Lia Neels (1931-1992) musicienne claveciniste, musicologue  et fondatrice du Musée archéologique d'Orp le grand qu'il épouse en 1958, ils auront quatre enfants : David, Joachim et des jumelles Isabelle et Ann et  6 petits-enfants, . 
Sa dernière résidence acquise en 1968 était située à Orp-le-Grand, (Brabant Wallon, Belgique), 3 rue Virgile Ovart (Brabant Wallon), Belgique.
En 1959, il s'engagea à la Discothèque Nationale de Belgique (future Médiathèque de la Communauté Française de Belgique), aux côtés de son fondateur Jean Salkin, avec qui il collabora à la décentralisation de l'entreprise culturelle, en créant le réseau des Discobus ainsi que plusieurs comptoirs provinciaux. Il devient  Directeur général adjoint de la Médiathèque de la Communauté Française de Belgique en 1999.
De 1960 à 1970, il est chargé de reportages culturels au Journal parlé de la Radio-télévision belge et de 1982 à 1990, chef de rubrique de musique classique à Radio 3 réalisant, en collaboration avec son épouse, l'émission de musique classique  Musique en temps et en lieux.
De 1966 à 1997, il fut Chargé de cours aux Facultés Universitaires Catholiques de Mons(F.U.C.A.M.) et Professeur dans divers établissements officiels d'enseignement supérieur dans le domaine des sciences de la bibliothèque et de la documentation (cours de Média-économie). 
Il fut diplômé Licencié en Politique Economique et Sociale en 1982 à l'Université Catholique de Louvain (F.O.P.E.S., U.C.L.).
Il entre dans les ordres et fut moine novice bénédictin au monastère Saint-André de Clerlande  entre 1997 et 1998.
Il se consacra ensuite, avec Rita Fenendael (Professeur à l’I.L.V., Institut des Langues Vivantes, U.C.L.), à des activités de type culturel et spirituel, dont la lecture intégrale de l’Evangile de Saint Marc (dans un cadre liturgique ; notamment à Orp-le-Grand, à l’intérieur d’une célébration présidée par le Cardinal Danneels, l'évocation de Jakob Gapp (religieux marianiste martyr face au nazisme), la présentation et l'écoute de musique sacrée (événements musicaux que Michel Defgnée nommait Concerts imaginaires), la participation à des groupes de lecture d'œuvres mystiques et à des évocations devant public des premières béguines-écrivains, etc.   
Il fut aussi l’organisateur d'expositions d'œuvres d'art notamment les artistes peintre Claude Garelli - dont les tableaux furent exposés à la Cathédrale St-Michel et Gudule, Bruxelles, avec le vernissage en présence du Cardinal Danneels, et à la bibliothèque des Facultés Universitaires Notre-Dame de la Paix à Namur, F.U.N.D.P.) -, Jeanne-Marie Zele - notamment à la bibliothèque des F.U.N.D.P. -, Chantal Borremans, Henri Cloes, Guy Jaspar, etc. 

## Œuvres[4]
Il est difficile de trouver des inédits de Michel Defgnée. Tous ses poèmes ont été publiés dans diverses revues de poésies comme quatuor (1986), la Revue du grenier Jane Tony (Numéros 193,194, 196, 269) ,« Schisme » n° 1, ... et d'autres dans l'arbre à parole dont le numéro 115 lui a notamment été consacré.
Passager de l’invisible : Mon souffle cependant suspendu à tes lèvres - de l’escarpement de l’amour aux yeux vifs la réplique anonyme à l’envers du je évanescent comme si rien ne s’était passé   Brrr ! Dans ma bouche à feu et à sang de four, d’incendie ou de volcan des mots jetés (ou : la jetée des mots ou : le jet des mots) au fleuve ou à l’égoût pour éteindre les flammes (ou : la flamme) du soleil ou du gel   Par moments l’ombre que me prête l’éclat de tes yeux (ou : l’ombre où me porte l’éclat …) s’il la reprend en s’éteignant emplit le vide d’un silence si tonnant qu’il couvre nos appels (muets) dévaste les traces du vertige (ou : nos traits (immobiles)   Quand traversé de part en part (ou : transpercé) d’une lumière surgie de la mémoire (du miroir) l’ombre qui l’unissait aussitôt l’en sépare     
Inédits plus anciens :  Ici la voix emplie d’émoi porte plus loin mais le regard intrus ne guette qu’un faux mouvement pour briser ce bel espoir   Les nuages que colorie l’enfant do allongent à l’extrême une saison qui brûle encore percée de songes   Par le seul chemin qui n’en finit pas qui va d’un extrême à l’autre de soi en un même temps ici comme ailleurs Venir et partir à la fois   Le séjour d’un corps constellé au creux de langues indubitables que rétractent la chair et le sang   Encore mêlés comme des doigts ces morceaux de visage je les jette (ou : les jeter) au monstre des miroirs.    
Extraits de  "Passage au Méridien "  Ce texte est en fait un journal poétique dont les fragments sont quasi indétachables … Nous vous en livrons néanmoins quelques phrases :   (Ma convalescence s’éclaira de prophéties quotidiennes : Tantôt créant la mythologie nouvelle)   Ils étaient trois autour d’un feu A se partager l’Univers. Le premier voulut le feu tel quel. Le second dut se contenter du reste. Il fallut une crue de la rivière Pour éteindre l’incendie. On sacrifia même quelques étoiles. Le troisième s’en tira sain et sauf.     (… Je tombai malade. On m’opéra sans raison. L’amitié ne me fut d’aucun secours. Il n’y eut pas de convalescence. Je me levai guéri de tout.) Je suis sauf Je suis sain et sauf. Je jette un regard. Je prends confiance. Un genou sur le sable, je prête serment. Je pleure comme une mariée. TOUT EST POUR LE MIEUX.     
Extraits de "Seule à seul"  :
Exergue : On voit les étoiles de jour en se tenant au fond d’un puits (Histoire naturelle.)
De l’éternel instantané depuis longtemps je monte vers toi sur une épée de sable entre le ciel et l’eau depuis toujours et sans bouger  
Les nuages les arbres déchirés après l’orage toute la vie des voix que n’étouffe le feu la flamme basse des marées un vol d’oiseau ruisselle d’eau et de sable mêlés le secret de ta vie sur un corps naufragé comme en moi million de mouches la fumée quand en colonne vous alliez.    
Extraits des " Fragments oubliés du visage " 
Exergue Celui qui ne meurt pas avant de mourir est perdu quand il meurt  (Jacob Boehme)           
Une vie perdue             sans rive ni durée             dans la vie d’un autre               
Une vie de nulle part dont les gestes urgents en un lointain passé s’achèvent à présent   Une vie qui n’a jamais été hors de nous que partout fugitive     (fragment 1)   
Qui de toute grâce répandue sur les claviers de la colère prend appui du regard au miroir sans mélange l’ange nu à soi affronté   (fragment 37)   
Qui se dépouille du corps au détour de la vie prend refuge d’une ombre peut-être mortelle   (fragment 38)   
Dans le regard des autres quelque chose comme une question   On dirait les débris épars d’un miroir introuvable où chacun épelle ses traits où il achève de se défaire le visage à jamais perdu   (finale du Cantique)   
Tout départ est retour au miroir d’où plus rien jamais ne va ni ne vient hormis ce visage qu’on ne peut toucher - le tien ni le mien ne me sont visibles – celui que j’habite comme un étranger dont je me souviens en rêves anciens celui de quelqu’un qui n’a pas été     
Extraits de "Vacance" (I et II)   Regarder en face le soleil ou la mort aveugle rend âme qui vive appât de l’éternel   
Sous quel déguisement m’égares-tu dans l’affolement de l’arrimage de nos chairs malgré d’immuables gréements ?   
Tu n’ouvriras la porte à personne. Qui la franchit par fraude - montagne ou désert – n’y trouve d’issue que le vide où se jeter   
Poète, on eût aimé, pour ne vivre que de ses reflets sous la lame de son regard quand ne fulgure du coup de lance nulle part l’ultime éclat.

### Disponible(s)
- Seule à seul

### Coordonnées
- Notices d'autorité :   - Italie